# Warmer Damm

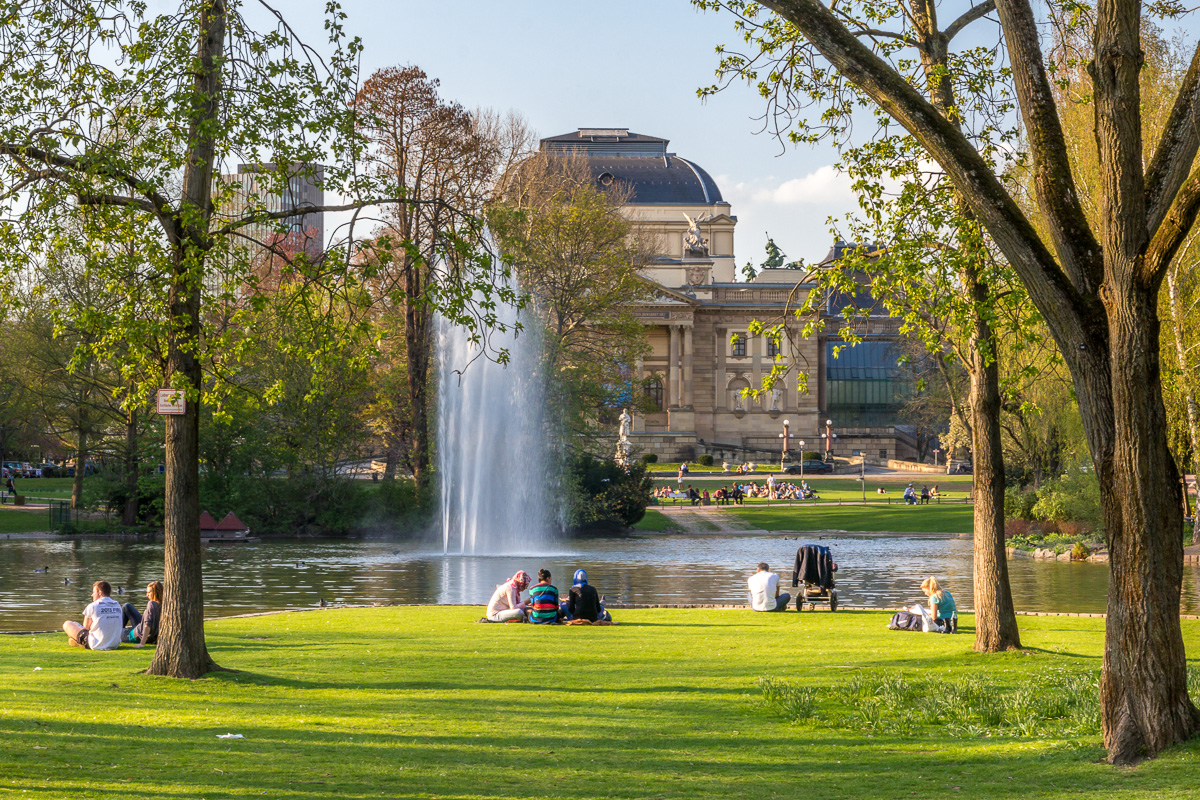
Der Weiher des Warmen Damms im April 2013 während der Baumblüte mit der Rückseite des Hessischen Staatstheaters

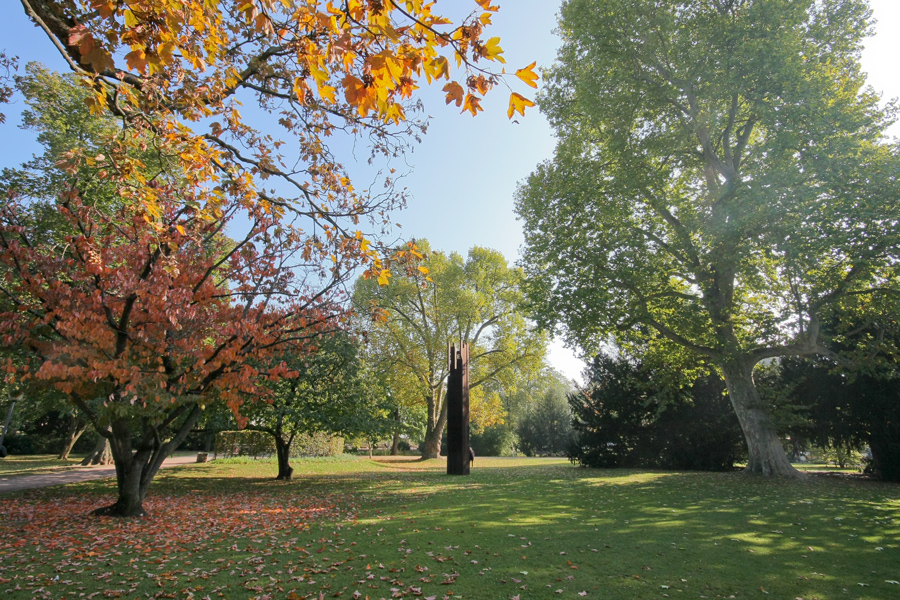
Eine der Plastiken im Park

Der Warme Damm ist eine Parkanlage in der hessischen Landeshauptstadt Wiesbaden. Er wurde in den Jahren 1859 bis 1860 am Rande des Historischen Fünfecks, der Wiesbadener Altstadt, im Stile eines Englischen Landschaftsgartens angelegt. An seinem Nordrand steht das Hessische Staatstheater.
Der Warme Damm wurde um 1890 auch als Neue Kursaal-Anlagen bezeichnet, ist aber nicht zu verwechseln mit dem nahe gelegenen Kurpark Wiesbadens.

## Gelände
Der Warme Damm verdankt seinen Namen einem Teil der Stadtbefestigung Wiesbadens – einem Damm, der den so genannten „Warmen Weiher“ begrenzte, in dem sich die Abflüsse der 26 Thermalquellen sammelten. Der Weiher, der als Pferdeschwemme genutzt wurde, gehörte zu einer Reihe von Gräben, die im sumpfigen Gelände im 17. Jahrhundert zum Schutz der Stadt angelegt worden waren. 1805 wurde der Weiher zugeschüttet. 1810 entstand die Wilhelmstraße, deren Verlauf genau durch das Gelände des ehemaligen Weihers führte. Der Name Warmer Damm ging später auf den neu angelegten Park über, der ab 1859 als Verlängerung des Kurparks von Gartenbaudirektor Carl Friedrich Thelemann konzipiert worden war. Zusammen mit dem Kurhaus und dem Kurpark war er im 19. Jahrhundert ein wichtiger Ort für die „Gesellschaftskur“.

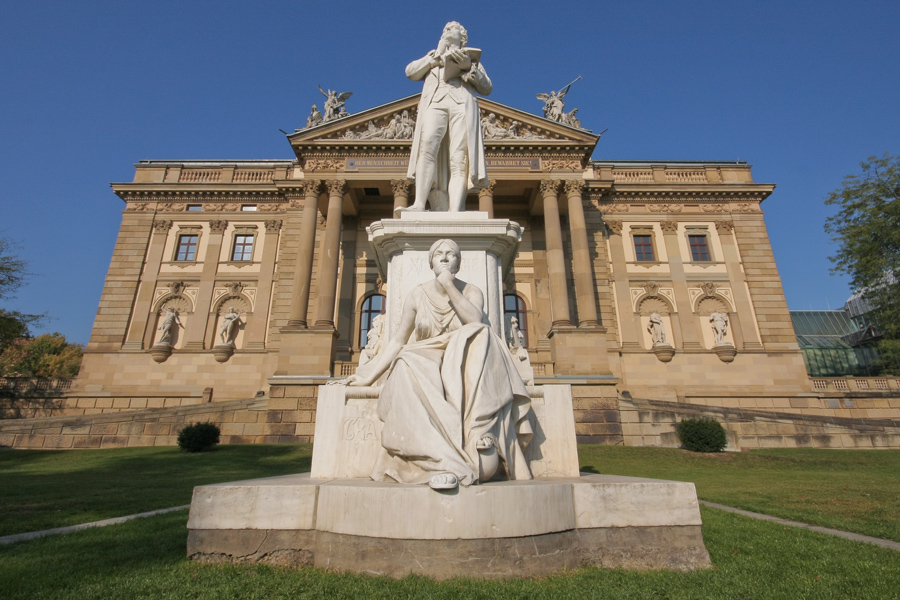
Schillerdenkmal vor dem Hessischen Staatstheater

## Erweiterungen und Veränderungen
1879 wurde der Wilhelmsbrunnen eröffnet, der sein Wasser aus der Quelle des nahe gelegenen Kochbrunnens erhielt. Er wurde 1934 stillgelegt und entfernt. Mit dem Bau des Hessischen Staatstheaters (1892–1894) und der Anlage von Parkplätzen in den 1960er Jahren verlor die Parkanlage ein Viertel ihrer ursprünglichen Fläche. Ein Denkmal für Kaiser Wilhelm I., das der Bildhauer Rafaelo Celai nach Plänen des Dresdner Künstlers Johannes Schilling 1894 geschaffen hatte, wurde in Anwesenheit von Kaiser Wilhelm II. eingeweiht. Direkt vor dem Südportal des Staatstheaters steht seit 1905 das Schillerdenkmal von Joseph Uphues, das anlässlich Schillers 100. Todestages aufgestellt wurde. Im späten 20. Jahrhundert wurden Aussichtsterrassen am Weiher, ein Spielplatz sowie Schachplätze angelegt.

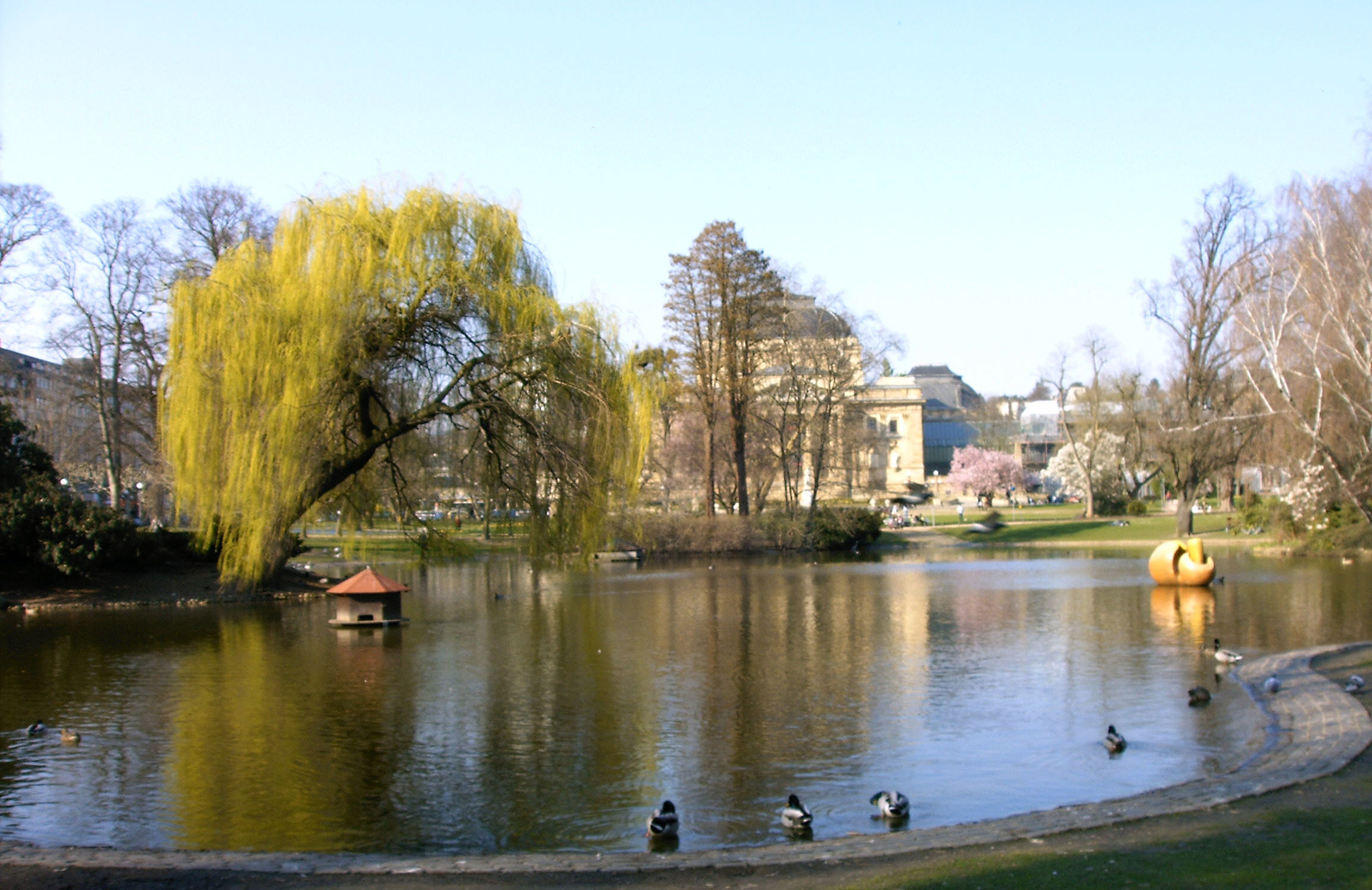
Die Trauerweide über dem Weiher und die rosablühende Zierkirsche neben dem Staatstheater wurden abgeholzt.

## Flora und Fauna
Während ursprünglich 700 Bäume vorhanden waren, ist der Bestand auf etwa 200 geschrumpft. Neben seltenen Bäumen (darunter Robinien, Zierquitten, Pagodenbaum, Tulpenbaum, Ginkgo, Sternmagnolie und Zaubernuss) finden sich im Park ein Teich mit Wasserfontäne (seit 1988) sowie zahlreiche Skulpturen (seit 1980). Der Weiher wird von Stadttauben, ägyptischen Nilgänsen, Stockenten, Teichrallen und einigen Graureihern bevölkert. An schönen Tagen werden die Tiere mit Brotresten überfüttert. Absinkendes Futter bildet auf dem Betonboden eine faulende Schlammschicht. Der Teich muss fast jährlich abgelassen und gereinigt werden.

## Klima
Dem Einfluss der heißen Quellen in seiner Umgebung verdankt der Warme Damm schon sehr früh im Jahr eine ansehnliche Blütenpracht. Die Wiese vor dem Staatstheater erfreut sich im Sommer großer Beliebtheit.

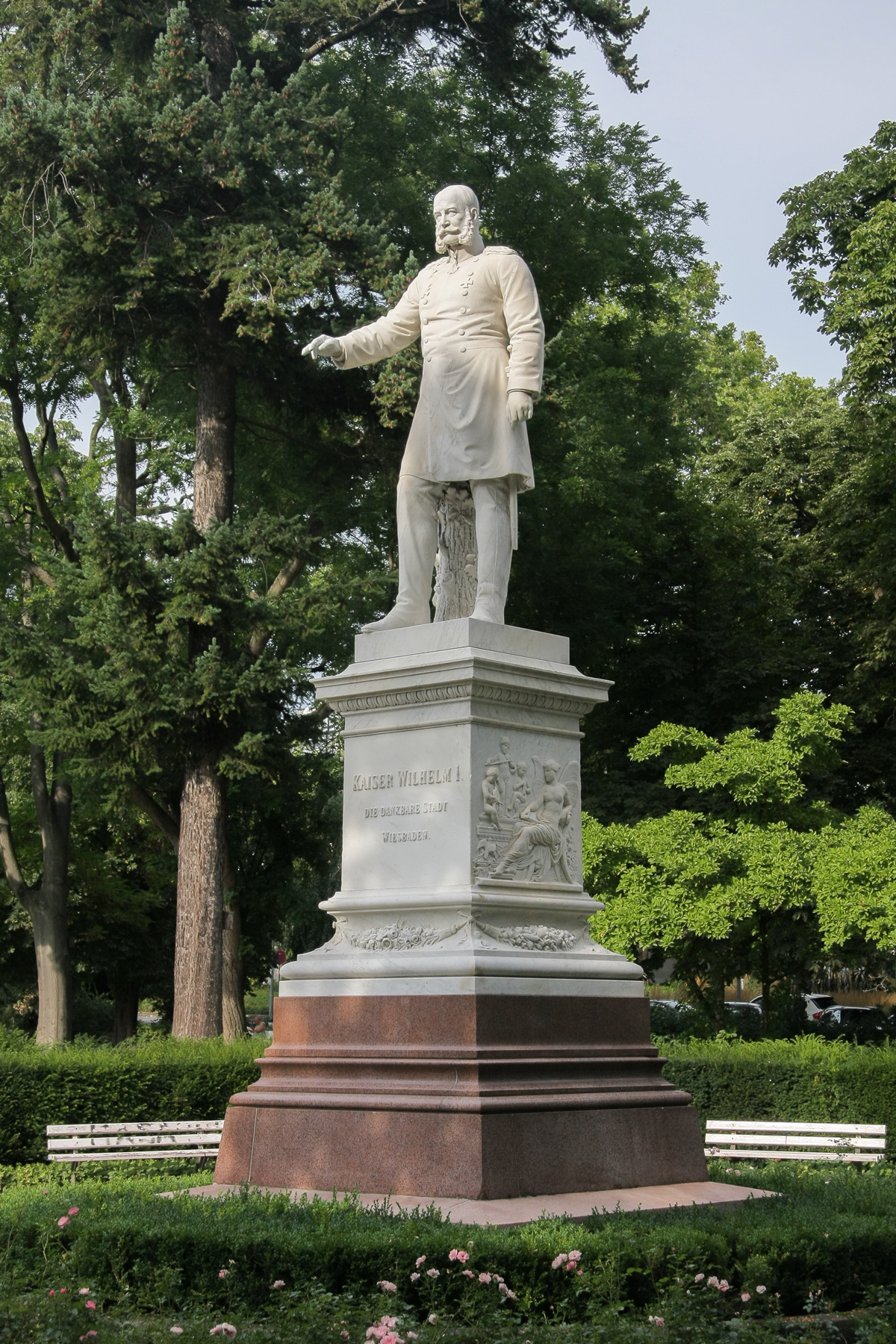
Standbild Kaiser Wilhelm I.

## Skulpturen-Park

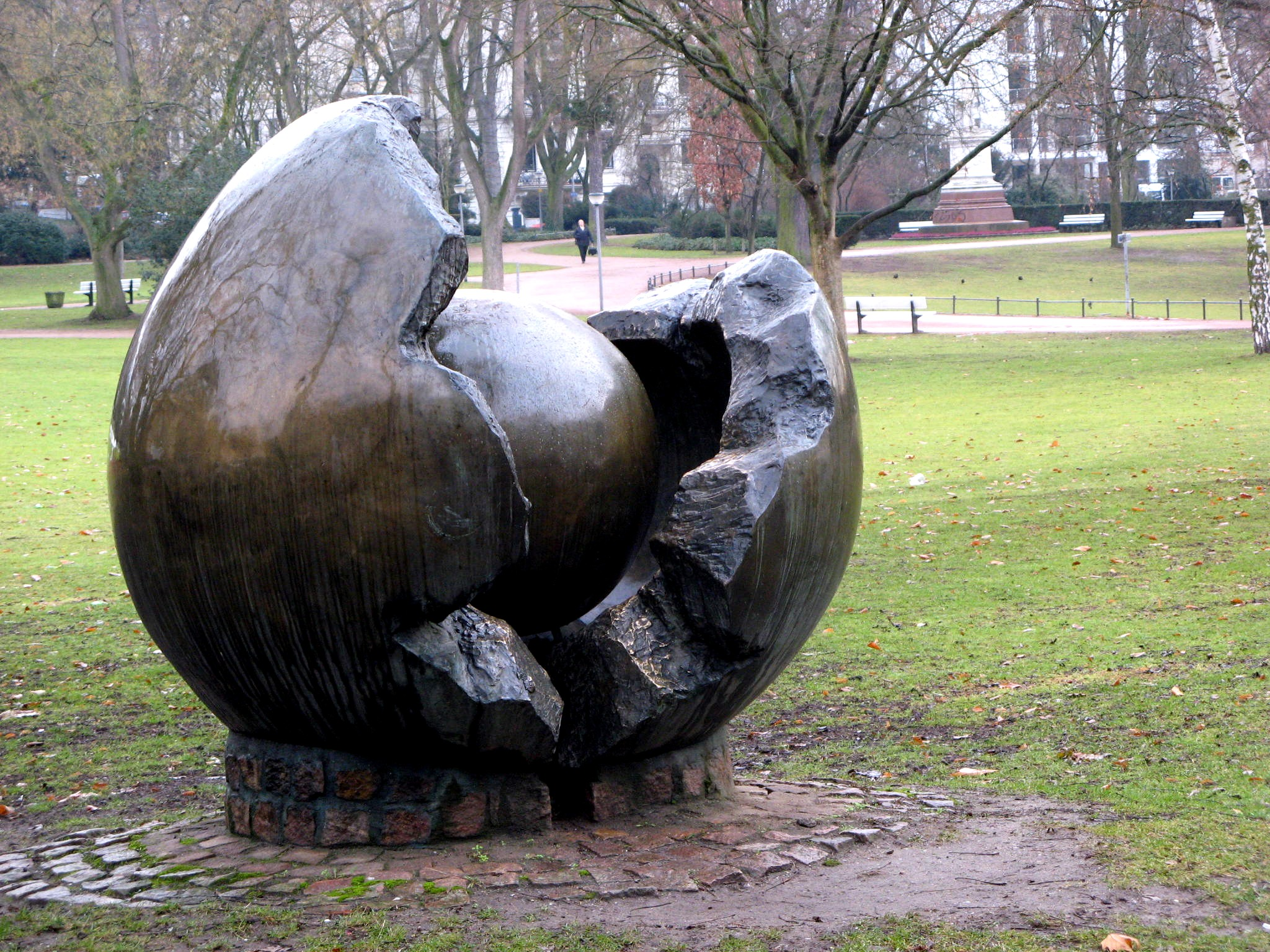
France Rotar: Skulptur Leben

Am Warmen Damm sind seit den 80er Jahren des letzten Jahrhunderts mehrere große Skulpturen dauerhaft aufgestellt worden, u. a. von Ricardo Ugarte de Zubiarraín, France Rotar und Klaus Simon.

## Situation heute
Die Gesamtanlage des Parks steht unter Denkmalschutz. Eine 2008 abgeschlossene Diplomarbeit weist nach, dass der ursprüngliche Plan, den der Hofgartendirektor Carl Friedrich Thelemann angefertigt hatte, eine differenziertere Geländegliederung vorgesehen hatte. Die Wegführung war in weiten Bögen konzipiert, sie sollten die einzelnen grünen Inseln elegant umfließen und alle Teile harmonisch miteinander verbinden. Von den ursprünglich angepflanzten 40 Arten von Nadel- und Laubbäumen zähle man heute gerade noch 15. In den letzten Jahren wurden mehrere frühblühende Zierkirschbäume abgeholzt, ohne dass gleichwertige Bäume nachgepflanzt wurden. Auch die beiden großen Trauerweiden am Weiher wurden in den Jahren zwischen 2009 und 2014 ersatzlos entfernt.
Die Anlage wird wiederholt für Großveranstaltungen genutzt, was Schäden durch Bodenverdichtungen verursachte und Kritik an nicht eingehaltenen Auflagen hervorrief. Während des alljährlich im Juni stattfindenden Wilhelmstraßenfests wird diese auch für eine Live-Bühne genutzt.
Die Tagespresse wies auf die immer wieder auftretenden Verschmutzung der Anlage hin, speziell in den Sommermonaten biete der Park infolge von Privat-Picknick-Veranstaltungen einen Anblick, den man den Kurgästen Wiesbadens nicht zumuten dürfe. Zwischen Ende November und Anfang Januar wurde bis 2020 jährlich auf den Rasenflächen eine Eisbahn eingerichtet.

## Lage und angrenzende Straßen und Gebäude
Westlich entlang des Warmen Damms verläuft ein breiter Boulevard, die repräsentative Wilhelmstraße mit dem Erbprinzenpalais. Als östliche Begrenzung des Parks verläuft parallel dazu die Paulinenstraße, welche seitlich auf das Kurhaus zuführt. An der Paulinenstraße, direkt gegenüber dem Park, steht die Villa Söhnlein-Pabst. An der südlich entlang verlaufenden Frankfurter Straße die Villa Clementine. In dem Gebäudekomplex Bierstadter Straße 2 südöstlich des Warmen Damms war bis zum Jahr 2003 die Hessische Staatskanzlei untergebracht, die dann in das ehemalige Hotel Rose am Kochbrunnen umzog. Den alten Regierungssitz übernahm die Architektenkammer Hessen.
Am Nordrand des Warmen Damms wurde 1894 das Gebäude des Hessischen Staatstheaters eröffnet. Seine Schauseite im Stil der Neorenaissance mit dem Schein-Portal bildet einen gelungenen städtebaulichen Abschluss des Parks. Der Haupteingang des Staatstheaters befindet sich auf der gegenüberliegenden Seite am so genannten Bowling Green.